# Amédée Roussellier
Pour les articles homonymes, voir Roussellier.
Amédée Roussellier (1879-1960) est un haut fonctionnaire et magistrat français.
Après une carrière au Conseil d'État, il est président du tribunal suprême de Monaco jusqu'à sa mort.

## Biographie
Fils d'Henri Roussellier, conseiller à la Cour de cassation et conseiller municipal d'Aimargues, Théodore Henri Amédée Roussellier naît le 20 décembre 1879 à Nîmes. Il obtient un doctorat en droit en 1904, avec une thèse sur les restrictions apportées à la propriété privée dans l'intérêt de la défense nationale.
Il entre en 1905 comme auditeur de 1re classe au Conseil d'État. Il est maître des requêtes en 1918, conseiller d'État en 1934. Il mène en parallèle une carrière dans la haute administration ; il est notamment chef de cabinet du sous-secrétaire d'État à la Guerre (1913), puis du ministre des Colonies (1917). De 1918 à 1927, il est dépêché auprès de Paul Tirard, président de la Haute Commission interalliée des territoires rhénans,,. 
En 1941, il prend part à la délégation de la Croix-Rouge française en Allemagne,.
Il préside par la suite diverses commissions consultatives. Ayant été nommé à la Cour supérieure d'arbitrage, puis au Tribunal suprême de Monaco, il préside cette juridiction de 1946 jusqu'à sa mort.
Il est le père d'Hubert Roussellier.
Âgé de 80 ans, il est retrouvé mort le 24 avril 1960 à Valence, dans un train effectuant le trajet Avignon-Paris.

## Décorations
- Membre de l'ordre de la Francisque[12].
- Grand officier de la Légion d'honneur (1959)[2].